# Anne-Lie Arrefelt
Anne-Lie Arrefelt, född 30 januari 1962, är en svensk behandlingsassistent, programledare och skribent. 
Arrefelt blev känd som en av programledarna i TV-programmet Nannyjouren år 2005. Hösten 2008 blev hon återigen programledare, denna gång för "SOS familj" på TV 3. Hon medverkar även sedan 2005 som rådgivande barnexpert i Aftonbladet.
Hon har senare utbildat sig till djursjukvårdare samt häst- och djurtränare. Sedan år 2009 driver hon företaget Filmdjur som tillhandahåller djur till television och film.